# Phyllopodopsyllus aegypticus
Phyllopodopsyllus aegypticus är en kräftdjursart som beskrevs av Nicholls 1944. Phyllopodopsyllus aegypticus ingår i släktet Phyllopodopsyllus och familjen Tetragonicipitidae. Inga underarter finns listade i Catalogue of Life.